# Mots d'amour
Pour l’article homonyme, voir Mots d'amour (film).
Mots d’amour est une nouvelle de Guy de Maupassant, parue en 1882.

## Historique
Mots d’amour est initialement publiée dans la revue Gil Blas du 2 février 1882, sous le pseudonyme de Maufrigneuse, puis dans le recueil Mademoiselle Fifi et dans quatre autres revues.

## Résumé
Échange épistolaire entre deux amants, Sophie se plaint qu’il ne vient plus la voir, René lui fait une longue réponse dans laquelle il expose les raisons de son absence.
Le premier problème, c’est que la dame parle, parle beaucoup et pour ne rien dire si ce n’est des fadaises du genre « mon gros lapin adoré » qui ont le don de l’exaspérer.
Il avait cru le lendemain de leur première nuit d’amour, où elle n’avait pas dit un mot, avoir rencontré la femme idéale, aimant le plaisir physique et silencieuse, hélas, cela n’avait pas duré.
Le second problème est la tendresse, il ne supporte pas tous les noms d’animaux et de légumes dont elle l’a affublé, cela a été la cause de leur rupture.
Enfin le manque d’à propos dans ses remarques, des « Je t’aime » qui lui donnait envie de rire.

## Extraits
- Si tu avais été sourde et muette, je t’aurais sans doute aimée longtemps, longtemps. Le malheur vient de ce que tu parles.
- Il faut aussi savoir se taire, et éviter en certains moments les phrases à la Paul de Kock. Je T'embrasse passionnément, à condition que tu ne diras rien.

## Édition française
- Mots d’amour, Maupassant, contes et nouvelles, texte établi et annoté par Louis Forestier, Bibliothèque de la Pléiade, éditions Gallimard, 1974  (ISBN 978 2 07 010805 3).